# Thalassofobie
Thalassofobie is een fobie voor de oceaan, zee of meer. Deze angst komt voort uit het feit dat men de bodem niet kan zien en niet weet wat er in het water leeft, en dat de kans bestaat om te verdrinken. De term thalassofobie is afgeleid van het Grieks: thalassa (θάλασσα) betekent 'zee', phobos (φόβος) betekent 'angst'.

## Kenmerken
Angst voor open water is net als aviofobie (vliegangst) een paraplubegrip. Thalassofobie vertoont overeenkomsten met aquafobie (watervrees) en bathofobie (dieptevrees). Waar aquafobie de angst voor water zelf inhoudt en bathofobie voor de diepte ervan, gaat het bij thalassofobie om hoe water eruitziet: uitgestrekt, donker en diep.
Het is niet altijd even duidelijk waar de angst vandaan komt. Ook is het niet bekend hoeveel mensen last hebben van thalassofobie.
Thalassofobie wordt beschouwd als een specifieke fobie in de natuurlijke omgeving. Deze vorm is een van de meest voorkomende soorten fobieën. Aan water gerelateerde fobieën schijnen vaker voor te komen bij vrouwen dan bij mannen.
Er zijn een aantal risicofactoren die de kans vergroten dat een persoon thalassofobie ontwikkelt. Enkele hiervan zijn:
- Een familielid hebben met thalassofobie;
- Persoonlijkheidsfactoren, zoals negatiever, gevoeliger of angstiger dan gemiddeld zijn;
- Traumatische ervaringen met diep water, grote watermassa's of oceaanreizen;
- Het horen van verhalen van andere mensen of via mediabronnen over waterongevallen.

Mensen die last hebben van thalassofobie zullen proberen te voorkomen dicht bij watermassa's te komen of er zelfs maar naar te moeten kijken.

## Diagnose, symptomen en behandeling
Hoewel thalassofobie niet als een aparte aandoening wordt erkend door de DSM-5 en dus ook niet kan worden gediagnosticeerd, kunnen de symptomen ervan wel degelijk onder de diagnostische criteria voor specifieke fobieën vallen. Deze symptomen kunnen zowel fysiek als emotioneel zijn.
De symptomen en behandeling van thalassofobie komen in grote lijnen overeen met die van andere fobieën.